# Subotiv
Subotiv (în limba ucraineană: Суботів) este un  sat (selo) în Ucraina centrală. Este localizat pe malul drept al râului Tiasmin, un  afluent al Niprului,  în raionul Cihirin, regiunea Cerkasî, la 7 km de orașul Cihirin.
În ceea ce privește numele satului, legenda spune că vine de la făclia purtată de zeul Perun, „subotka”. O altă versiune este aceea conform căreia numele dat zonei în care se unesc doi afluenți – „subod”.
Hetmanul Bogdan Hmelnițki s-a născut în Subotiv și aici și-a avut moșia.

## Istoric
Cercetările arheologice au demonstrat că localitatea a fost locuită neîntrerupt din Epoca bronzului. Arheologii au descoperit dovezi ale locuiri localității de către primele triburi slave  și de către supușii Rusiei Kievene. Prima atestare documentară datează însă de la începutul secolului al XVII-lea.

## Puncte de interes

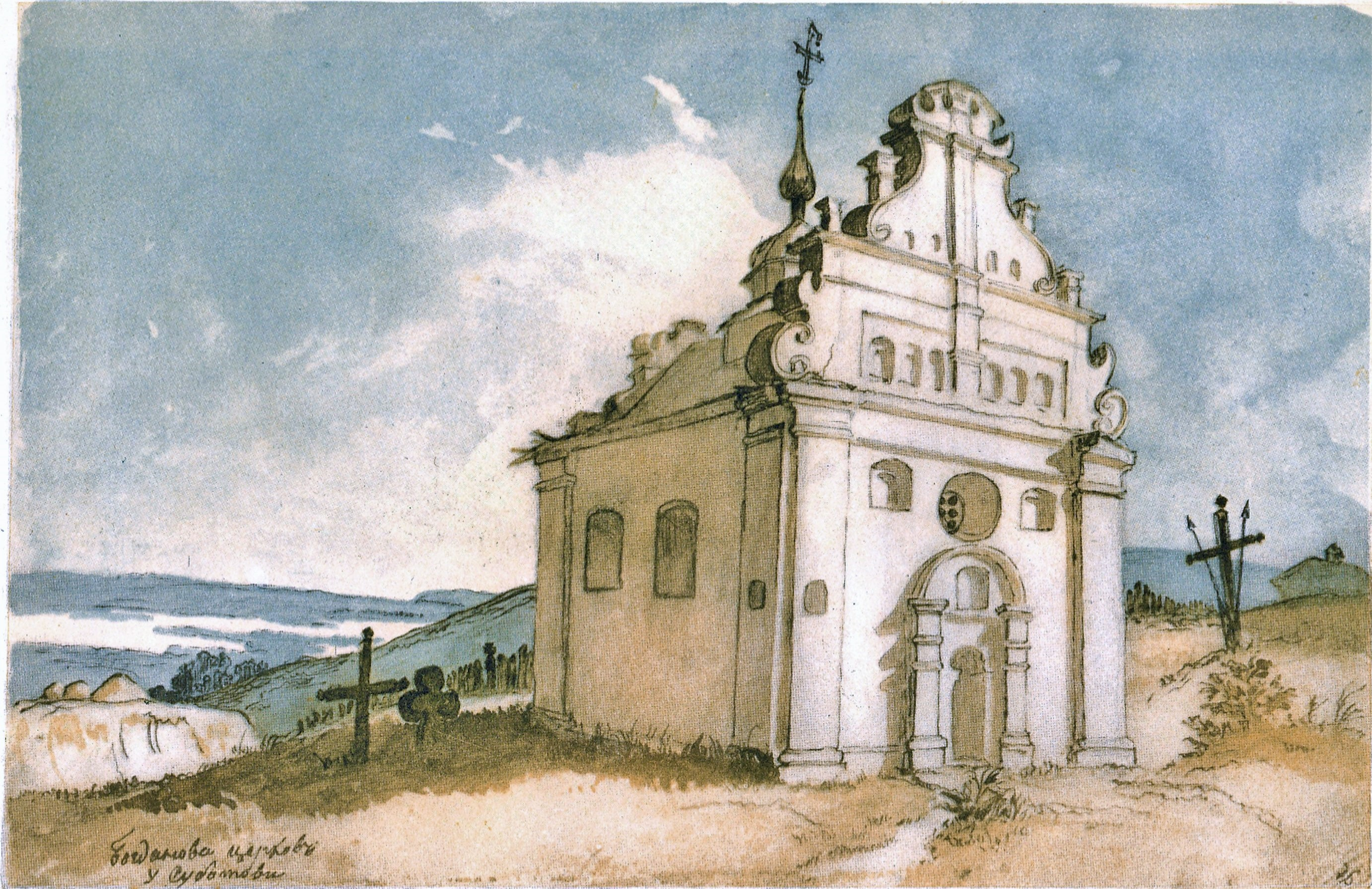
Biserica ctitorită de Bogdan Hmelnițki din Subotiv. Acuarelă de Taras Șevcenko, 1845

- Biserica Illinska, ctitorită de Bogdan Hmelnițki în 1683. În această biserică se află de altfel și mormântul hatmanului. Biserica a fost pictată de Taras Șevcenko în 1845. Biserica apare pe bancnota de 5 grivna.

## Demografie
Componența lingvistică a comunei Subotiv
     Ucraineană (95,43%)
     Rusă (2,06%)
     Romani (1,26%)
     Alte limbi (1,26%)
Conform recensământului din 2001, majoritatea populației comunei Subotiv era vorbitoare de ucraineană (95,43%), existând în minoritate și vorbitori de rusă (2,06%) și romani (1,26%).